# Prix Marcel-Bergereau
Le Prix Marcel-Bergereau est une course cycliste française disputée au mois d'aout vers Saint-Georges-des-Coteaux, en Charente-Maritime. Créé en 2008, il rend hommage à l'ancien cycliste amateur et dirigeant saintais Marcel Bergereau (1922-2006,), premier président de Bordeaux-Saintes Cycliste Organisations. 
Cette épreuve fait partie du calendrier national de la Fédération française de cyclisme. Elle constitue également une manche du Challenge national espoirs en 2015 . L'édition 2020 est annulée.

## Parcours
Le Prix Marcel-Bergereau se déroule sur un circuit de 22 kilomètres emprunté à six reprises autour de Saint-Georges-des-Coteaux, pour une distance totale de 132 kilomètres. 

## Palmarès
| Année | Vainqueur           | Deuxième            | Troisième          |
| ----- | ------------------- | ------------------- | ------------------ |
| 2008  | Emmanuel Herbreteau | Philippe Escoubet   | Clément Ballanger  |
| 2009  | Jérémy Rouyer       | Jérôme Fumé         | Adrien Skridla     |
| 2010  | Loïc Herbreteau     | Willy Perrocheau    | Sylvain Cheval     |
| 2011  | Willy Perrocheau    | Sylvain Blanquefort | Yvan Sartis        |
| 2012  | David Thély         | Sylvain Blanquefort | Piotr Polus        |
| 2013  | Willy Perrocheau    | Sylvain Blanquefort | Thomas Boudat      |
| 2014  | Shiki Kuroeda       | Thomas Boudat       | Fabien Fraissignes |
| 2015  | Axel Journiaux      | Benoît Cosnefroy    | Thibault Nuns      |
| 2016  | Florian Maitre      | Willy Perrocheau    | Alexis Diligeart   |
| 2017  | Taruia Krainer      | Marlon Gaillard     | Clément Mary       |
| 2018  | Yoann Paillot       | Geoffrey Bouchard   | Morne van Niekerk  |
| 2019  | Kirill Tarassov     | Valentin Ferron     | Yoann Paillot      |
| 2020  | annulé              | annulé              | annulé             |
| 2021  | Karl Patrick Lauk   | Vebjørn Rønning     | Ronan Racault      |
| 2022  | Clément Le Boetez   | Antonin Boissière   | Vincent Arhie      |
| 2023  | Adam Mitchell       | Benjamin Peatfield  | Sébastien Havot    |
| 2024  | Clément Le Boetez   | Paul Picard         | Szymon Woźniak     |
| 2025  | Antonin Boissière   | Max Krasinski       | Cédric Bessaguet   |